# 龐真妃 (金宣宗)
龐真妃（?—?），金朝第八代皇帝金宣宗完颜珣之妃。
完颜珣为翼王时，他哥哥金章宗下诏为诸王求民家女子为妻妾，以广继嗣。当时，庞氏与王氏都进入王邸，翼王见王氏的姊姊有姿色，也纳为妾室。贞祐元年（1213年）九月，封王氏为元妃，王氏的姊姊为淑妃，庞氏为真妃。淑妃生金哀宗，真妃生荆王完颜守纯。
金哀宗即位后，一天在宫中就餐，尚器中有玉碗楪三个，一个奉太后，另外两个奉哀宗及徒單皇后。庞真妃以玛瑙器进食，太后见到大怒，召主管之人责怪他：“谁令你妄生分别，荆王之母怎么能卑於我升为兒媳妇。如果不是饮食细节，已令有司将你杖杀。”之后，宫中侍奉真妃有加。有人告发荆王完颜守纯谋图谋不轨，完颜守纯下狱，议已决。哀宗告诉太后，太后求情，完颜守纯于是免罪。